# Vidais
Vidais es una freguesia portuguesa del municipio de Caldas da Rainha, con 22,21 km² de superficie. Su densidad de población es de 53,0 hab/km².